# ジャンク (お笑いコンビ)
ジャンクは、プロダクション人力舎に所属する日本のお笑いコンビ。スクールJCA26期生。

## メンバー
小森 瑠斗（こもり りゅうと、1997年10月17日（27歳）- ）
ボケ担当。
北海道旭川市出身。血液型B型。
身長178cm、体重63kg。BWHはそれぞれ90・79・93、靴27cm、頭58cm。
趣味は道端に生えている草や花を食べること、新宿駅の人混みを一切人へ触れずに駆け抜けること。
特技は昆虫採集（虫取り網を誰よりも美しく扱い、虫を捕獲する）、バスケのリバウンド、スキー、スノーボード、ハンドボール（盗塁が得意）、素潜り、次の駅で降りるであろう人が分かる、恐怖心がないため東京スカイツリーのてっぺんでホラーのVRを見ながら芋虫を食べられる、50mを5.9秒で走れる。
北海道旭川東高等学校卒で、北口榛花と同級生だった。

山下 瑞生（やました みずき、1994年11月1日（30歳）- ）
ツッコミ担当。
愛知県安城市出身。血液型A型。
身長180cm、体重60kg。BWHはそれぞれ86・69・91、靴27cm、頭58cm。
趣味はPOPEYEを読むこと、Vシネマ「雀鬼」シリーズを観ること、お酒を飲むこと。
特技は工業高校出身のため、手にいっぱい掴んだネジの本数を当てられること。
高木貫太（ストレッチーズ）、谷拓哉（パンプキンポテトフライ）と仲が良い。
スクールJCA同期の金城勇斗（元タランティン）とかつてルームシェアをしていたが、家賃を滞納していたため家を追い出されてしまった。

## 来歴
2018年結成、スクールJCA26期出身によるコンビ。ネタは主に漫才を演じ、2021年のM-1グランプリでは準々決勝まで進出。

## 賞レースの成績

### M-1グランプリ
| 年度             | 結果         | エントリー No. | 備考 |
| ---------------- | ------------ | -------------- | ---- |
| 2017年（第13回） | 2回戦進出    | 1574           |      |
| 2018年（第14回） | 1回戦敗退    | 172            |      |
| 2019年（第15回） | 2回戦進出    | 420            |      |
| 2020年（第16回） | 1回戦敗退    | 192            |      |
| 2021年（第17回） | 準々決勝進出 | 975            |      |
| 2022年（第18回） | 2回戦進出    | 312            |      |
| 2023年（第19回） | 2回戦進出    | 948            |      |
| 2024年（第20回） | 3回戦進出    | 2024           |      |

### その他
- 2022年 第7回白黒-1グランプリ 決勝進出

## 出演

### テレビ
- 白黒アンジャッシュ（チバテレ、2022年7月22日・12月27日）
- オールナイトフジコ（フジテレビ、2023年9月30日）
- 内村のツボる動画（テレビ東京、2023年11月21日）山下のみ

### ラジオ
- ジャンクの週末は踊る（Artistspoken、2022年4月3日 - ）[4]
- マイナビ Laughter Night（TBSラジオ、2023年2月10日[5]）

### ライブ
- バカ爆走!（事務所ライブ、新宿Fu-）
- どっきん!（事務所ライブ、新宿バティオス）
- ジャンク主催ライブ『お気に入りのネタにケチャップべっちゃり』（2021年11月19日、新宿バティオス）
- ジャンク×パンプキンポテトフライ two man Live『電子レンジで、ち〜ん』（2022年3月20日、西新宿ナルゲキ）[6]
- もてあそばれる21組のネタライブ「審査委員長は真空ジェシカ」（2022年8月25日、渋谷さくらホール）[7]